# Marie Lang (Frauenrechtlerin)

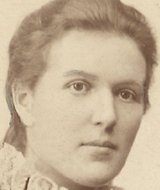
Marie Lang (um 1875)

Marie Lang (* 8. März 1858 in Wien; † 14. Oktober 1934 in Altmünster, Oberösterreich; geborene Marie Wissgrill) war eine österreichische Theosophin und Frauenrechtlerin.

## Leben und Werk

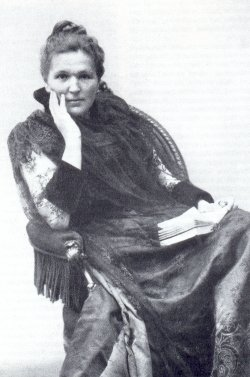
Marie Lang (um 1880)

Marie Wisgrill wurde als Tochter des Zimmermeisters Karl Wissgrill und der Schauspielerin Emilie Scholz (Hoftheater Hannover, zuletzt bis 1858 k.k. Hof-Burgtheater), Nichte von Wenzel Scholz, geboren.
Aufgewachsen in gutbürgerlichen Verhältnissen, heiratete sie in erster Ehe Theodor Köchert (1859–1937), Angehöriger der Juweliersfamilie A. E. Köchert. Aus der Ehe ging ein Sohn hervor, Erich Köchert (1882–1949). Nach der Scheidung heiratete sie den Rechtsanwalt Edmund Lang (1860–1918). Aus dieser Ehe gingen Heinz Lang (1885–1904), der Maler Erwin Lang (1886–1962) sowie Lilith Lang (1891–1952), die nachmalige Mutter von Heinz von Foerster hervor.
Durch Rosa Mayreder und Auguste Fickert kam sie Ende der 1880er-Jahre mit der Frauenbewegung in Kontakt, in der sie sich nun engagierte und dank ihrer Rednergabe und ihres energischen Auftretens bald an führender Stelle wiederfand. Am 28. Januar 1893 war sie Mitbegründerin des Allgemeinen Österreichischen Frauenvereins. Zusammen mit Mayreder und Fickert fungierte sie von 1899 bis 1903 als Herausgeberin der Zeitschrift Dokumente der Frauen.
Nachdem sie 1898 in London die von John Passmore Edwards (1823–1911) ins Leben gerufenen Passmore Edwards Settlements kennengelernt hatte, gründete sie, unter maßgebender Beteiligung von Else Federn (1873–1946), die den Verein über Jahrzehnte leiten würde, am 8. Februar 1901 (konstituierende Sitzung) in Wien das diesen nachempfundene „Settlement“ (Volksheim) Am 15. Oktober 1901 wurde das unter Mithilfe von Karl Renner im Haus Wien-Ottakring, Friedrich-Kaiser-Gasse 51 entstandene erste Wiener Settlement eröffnet.
Nachdem sich 1904 ihr Sohn Heinz erschossen hatte, zog sie sich aus der Kinderfürsorge zurück, mutmaßlich mit der Aussage: „Wie sollte ich anderen Müttern raten, die ihr eigenes Kind nicht behüten konnte“
Lang setzte sich vor allem für Mutterschutz und die Rechte unehelicher Kinder ein. Sie trat gegen die Reglementierung der Prostitution auf und kämpfte für die Aufhebung des Lehrerinnenzölibats.
Lang gehörte mit ihrem Mann zum Zentrum eines aufgeklärten und freisinnigen Kreises, in dem sich die sozial und künstlerisch interessierte Gesellschaft Wiens traf. Sie war Mitglied in der von Friedrich Eckstein gegründeten Wiener Loge der Theosophischen Gesellschaft, in der sie unter anderem mit Franz Hartmann, Hugo Wolf und dem jungen Rudolf Steiner verkehrte.
2016 wurde im 21. Wiener Gemeindebezirk Floridsdorf der Marie-Lang-Weg nach ihr benannt.

## Schriften (Auswahl)
- Hugo Wolfs Entwicklungszeit. In: Die Zeit, Beilage Die Sonntags-Zeit. Morgenblatt, Nr. 454/1904 (III. Jahrgang), 3. Jänner 1904, S. 2–5 (online bei ANNO).
- Feuilleton. Wie der „Corregidor“ entstand. Erinnerungen an Hugo Wolf. In: Die Zeit, Morgenblatt, Nr. 505/1904 (III. Jahrgang), 23. Februar 1904, S. 1 f. (online bei ANNO).
- Wie ich zur Arbeit an der Frauenbewegung kam. In: Die Österreicherin. Nr. 3/1930 (III. Jahrgang), 1. März 1930, S. 4 (Online bei ALO).